# Iglesia de San Cornelio y San Cipriano (Revilla de Santullán)
La iglesia de San Cornelio y San Cipriano es una iglesia católica dedicada a San Cornelio y San Cipriano sita en la localidad de Revilla de Santullán, en la provincia de Palencia, comunidad autónoma de Castilla y León, España. Recibió la catalogación de Bien de Interés Cultural el 28 de enero de 1993.

## Descripción
Edificio situado en el centro del núcleo de población, de una sola nave, cabecera con ábside semicircular precedida de tramo recto, espadaña sobre el hastial a los pies de la nave.
Un pórtico añadido cubre el lado meridional de la nave y un atrio rodea los laterales Este y Sur del mismo.
El tramo semicircular del ábside se cubre con bóveda de cuarto de esfera y el tramo recto con medio cañón apuntado. La nave tiene falso techo de yeso y ladrillo, y tablazón sobre el que descansa la teja, reforma que debió sustituir la primitiva bóveda románica.
Elemento destacado es la portada, abocinada con seis arquivoltas apuntadas, sobre columnas con capiteles. La espadaña posee doble arco de medio punto y el pórtico con portada central renacentista.
Toda la construcción es de sillería y la cubierta de teja árabe a dos aguas en la nave y a un agua en el pórtico. 